# Siatkówka plażowa
Siatkówka plażowa – sportowa gra zespołowa. Odmiana piłki siatkowej – jest rozgrywana na piasku. Od roku 1996 jest to dyscyplina olimpijska.

## Specyfikacja
Gra zdeterminowana jest przez podłoże. Podczas gry, odbywającej się na otwartej przestrzeni, dodatkową trudność stanowi tor lotu piłki (brak punktów odniesienia jak w sali sportowej), lub też nieoczekiwane zmiany jej prędkości i kierunku spowodowane wiatrem. Mimo że większość elementów techniki występuje zarówno w hali, jak i na plaży, to jednak piłka siatkowa - plażowa posiada odrębne, zmodyfikowane przepisy gry. Różnice występują również w taktyce gry.

## Regulamin
1. Boisko: 

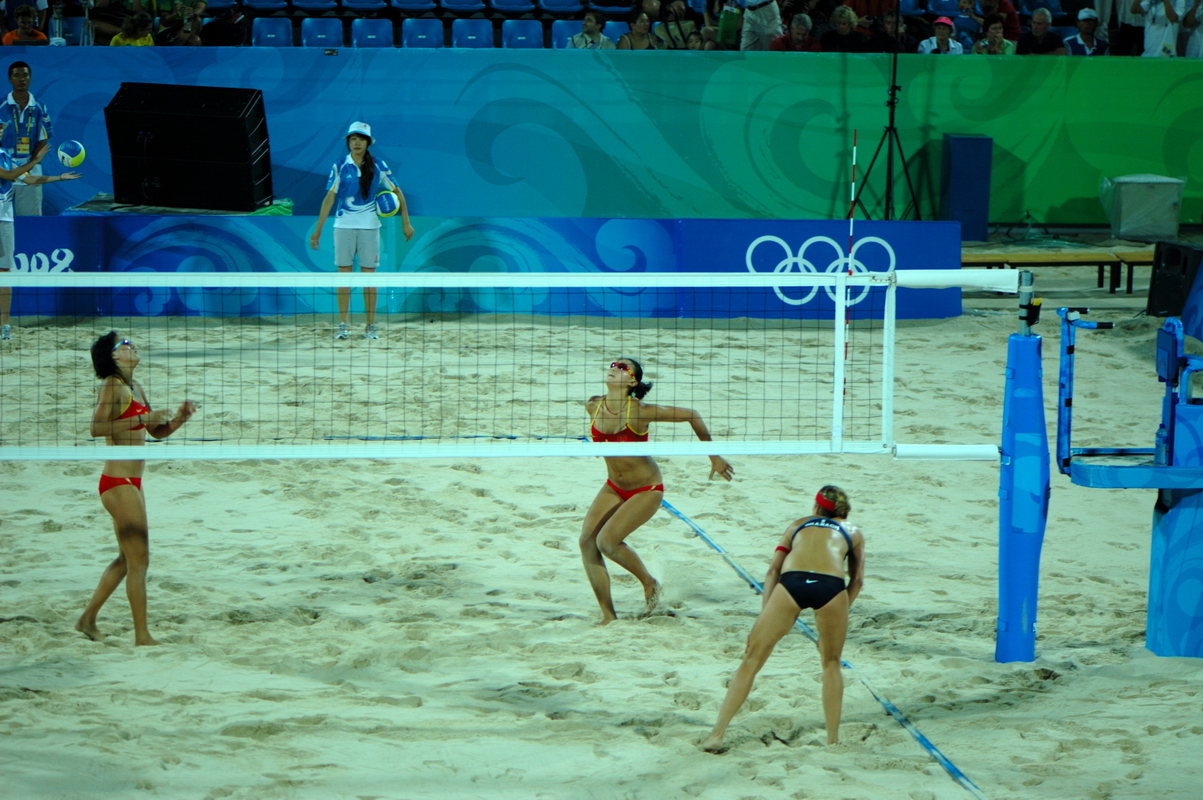
Mecz siatkówki plażowej kobiet podczas igrzysk w Pekinie w 2008 roku

  - wymiary boiska to 16 × 8 m, czyli dwie połowy po 8 × 8 m;
  - nie ma linii środkowej;
  - linie wyznaczające boisko, to taśmy o szerokości 5–8 cm;
  - Wysokość siatki mierzona od środka pola gry[1] (wysokość siatki na liniach nie może przekraczać oficjalnej wysokości o więcej niż 2 cm):
    - 2,43 m – mężczyźni;
    - 2,24 m – kobiety;

  - teren do gry musi być przygotowany na zniwelowanym piasku, o możliwie płaskiej i jednorodnej powierzchni, wolnej od kamieni, muszelek i innych przedmiotów mogących spowodować kontuzje zawodników;
  - piasek musi być drobnoziarnisty;
  - boisko nie może stwarzać dla zawodników niebezpieczeństwa kontuzji;
  - linie muszą być koloru kontrastującego z piaskiem (zalecany ciemnoniebieski);
  - linie powinny być wykonane ze sznurków lub taśm o dużej trwałości;
  - siatka posiada długość 8,5 m, a umieszczone na niej taśmy po 5–8 cm. Na taśmach dolnej i górnej mogą być reklamy sponsorów.

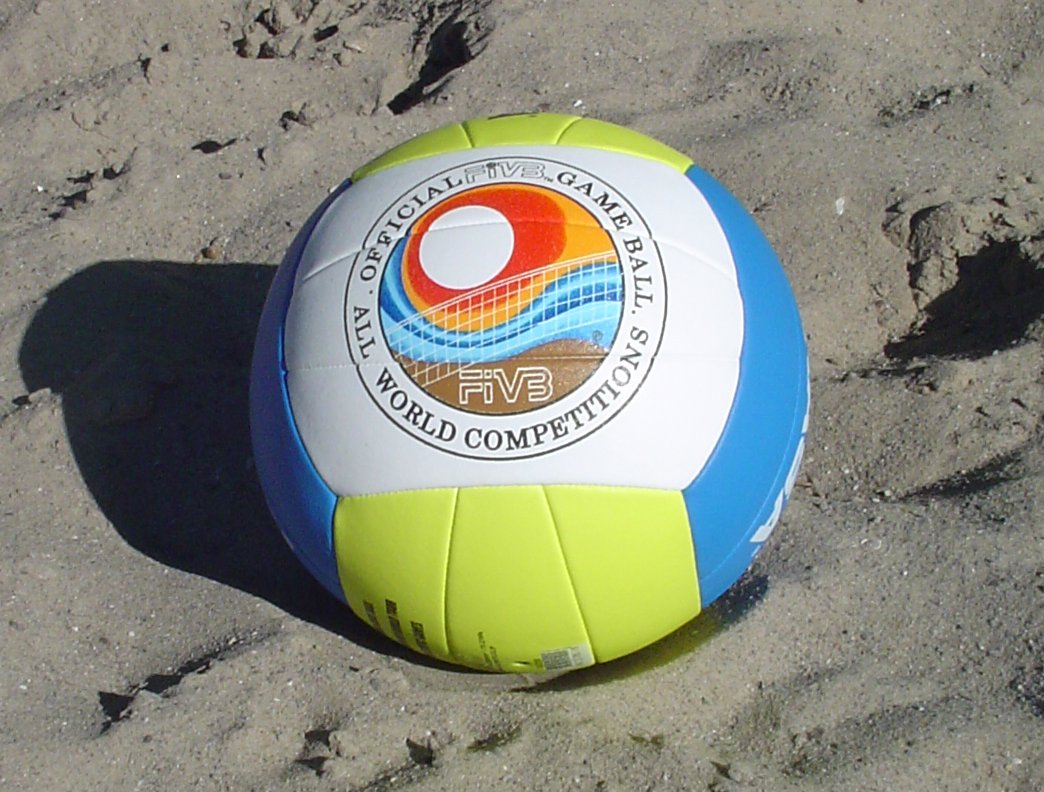
Piłka do siatkówki plażowej

2. Piłka do siatkówki plażowejPiłka jest z innego materiału niż piłka do gry w hali. Ma mniejsze ciśnienie wewnątrz piłki, które wynosi 0,175–0,225 kg/cm². Pozostałe parametry piłki są podobne. Zalecany jest kolor żółty lub inny jasny. Piłka do oficjalnych rozgrywek siatkówki plażowej: Mikasa VLS300[2].
3. Drużyna:
  - składa się z dwóch zawodników;
  - nie ma trenera;
  - przed rozpoczęciem spotkania zawodnicy z linii końcowej boiska muszą podbiec do siatki i przywitać się z przeciwnikami;
  - tylko kapitan może rozmawiać z sędziami, prosić o czas i przerwę na odpoczynek;
  - obaj zawodnicy po zawodach podchodzą do sędziów i dziękują im za prowadzenie spotkania.
4. Zasady gry:
  - gra się do dwóch wygranych setów do 21 punktów, wygrana drużyna musi posiadać dwa punkty przewagi. Nie ma punktu końcowego. W razie stanu po 1 w setach, rozgrywana jest trzecia partia, którą toczy się na takich samych zasadach, tyle że do 15 pkt.;
  - piłka może być odbita każdą częścią ciała;
  - celem gry jest przebicie piłki nad siatką na stronę przeciwną i zapobieżenie, aby nie upadła we własnym polu gry;
  - piłka jest wprowadzana do gry przez zawodnika zagrywającego, który zagrywa piłkę dłonią lub ręką posyłając ją na stronę przeciwną;
  - zawodnicy mają 5 sek. na wykonanie zagrywki;
  - zespół ma prawo do trzech odbić, aby przebić piłkę na stronę przeciwną;
  - zawodnik nie ma prawa do dwóch odbić następujących bezpośrednio po sobie (z wyjątkiem bloku);
  - wymiana toczy się do momentu upadku piłki na boisko, poza boiskiem lub gdy zespół nie przebije piłki na stronę przeciwną;
  - W secie po zdobyciu siedmiu kolejnych punktów następuje zmiana stron boiska. Drużyny zmieniają strony i bez przerwy przystępują do dalszej gry;
  - zespoły mają po jednej przerwie na odpoczynek w secie;
  - przerwa między setami trwa 60 sekund, przerwa na odpoczynek 30 s (zawodnicy mają po 15 sekund na wejście i zejście z boiska - całkowity czas przerwy nie może przekroczyć 60 s);
  - dotknięcie piłki w bloku liczone jest jako pierwsze odbicie;
  - zawodnicy nie mogą kiwać piłki palcami;
  - w przypadku przetrzymania piłki nad siatką przez dwóch zawodników przeciwnych drużyn - nie jest to błędem;
  - dotknięcie siatki jest błędem[3];
  - nie ma błędu ustawienia zawodników i błędu rotacji. Obaj zawodnicy mogą zajmować dowolne miejsce na boisku.
5. Kary
  - żółta kartka jest ostrzeżeniem (zespół nie traci punktu), natomiast czerwona kartka powoduje utratę punktu (bez wykluczenia zawodnika z gry);
  - nie ma kumulacji kar dla zawodników w meczu. W każdym secie zawodnik rozpoczyna grę z czystym kontem.

Pozostałe zasady gry w siatkówkę są podobne.

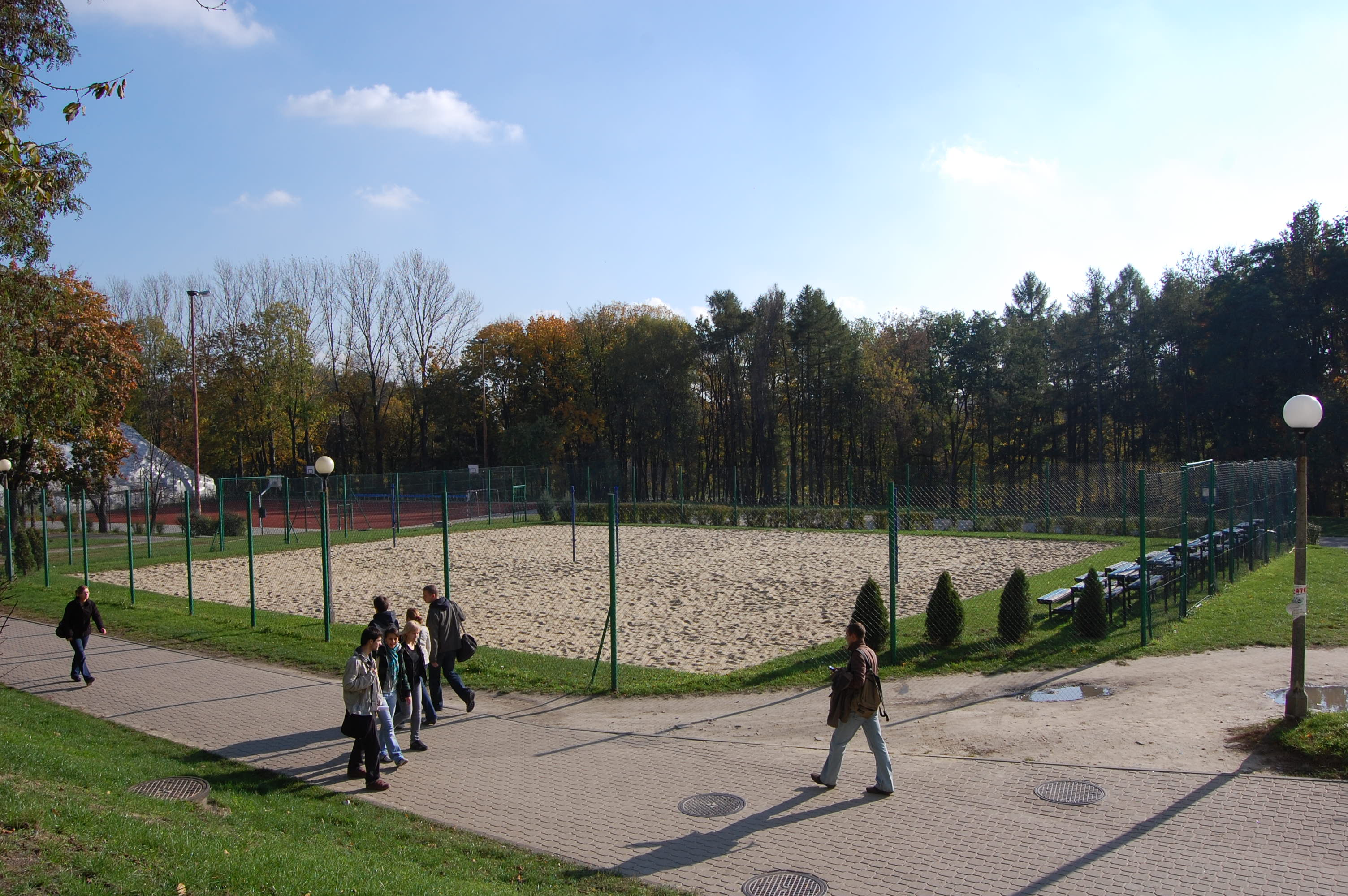
Boisko do siatkówki plażowej na terenie miasteczka uniwersyteckiego UMCS w Lublinie

## Technika odbić
1. Nie wolno atakować (przebijać piłki na stronę przeciwnika) w formie kiwnięcia - odbicia piłki "palcami" jednej ręki. W przypadku ataku "palcami" oburącz jest to dozwolone jedynie, kiedy kierunek odbicia piłki jest prostopadły do linii ramion (zarówno odbicie do przodu jak i do tyłu).
2. Odbicie atakujące może być wykonane otwartą dłonią, grzbietem dłoni, pięścią oraz każdą inną częścią ciała.
3. Każde odbicie oburącz palcami musi być nienaganne ("czyste"). Wyjątkiem jest obrona silnego ataku, gdzie piłka może być lekko przytrzymana. Przy zachowaniu warunku czystego odbicia, można piłkę zagrać również do tyłu.
4. Obrona poprzez odbicie otwartą dłonią (dłońmi) od dołu jest błędem.